# I've in BUDOKAN 2005 〜Open the Birth Gate〜
I've in BUDOKAN 2005 〜Open the Birth Gate〜（アイブ イン ブドウカン トゥーサウザンドファイブ オープン・ザ・バース・ゲート）は、音楽制作集団I'veが開催した一日限りのファーストライブ。また2009年には『I'VE in BUDOKAN 2009 〜Departed to the future〜』というタイトルで2度目の武道館ライブも行われた。

## I've in BUDOKAN 2005 〜Open the Birth Gate〜

### 開催情報
- 開催日：2005年10月15日
- 会場：日本武道館
- 会場：15:30
- 開演：17:00
- 主催：TBS
- 運営：ディスクガレージ
- 企画：FUCTORY records・I've
- 製作：スリーナインエンタテインメント

### 概要
これまで顔出しやメディアへの露出をあまりしていなかったI'veの初のライブ。ライブのキャッチコピーは「見る人に情熱を・・・ 聴く人に衝撃を・・・ 唄う人に道標を・・・ 全ての人に感動を・・・」。一部店舗にてライブのチケット先行販売をし、そのチケットには特典としてI've Special Unitが歌うこのライブのテーマソング「Fair Heaven」のシングルが付いてきた。特典CD付きチケットを求める為に取扱い店舗には長蛇の列ができ、ある店舗に一番先頭に並んだ人はチケット販売3日前から並んでたといわれている。
ゲストとしてLia・彩菜・佐藤裕美が登場した。このライブを開催した当時はKOTOKO・川田まみ・島みやえい子の3人はすでにジェネオンエンタテインメントからメジャーデビューをしていたが、他のメンバーがまだだったため、曲目は「おねがい☆ティーチャー」及び「おねがい☆ツインズ」関連曲を除き、インディーズで発売・発表した楽曲のみになった。
I'veクリエーター陣を紹介するときに声優のレニー・ハートが呼び出しをしている。KOTOKOの歌った「Wing my Way」は日本で初めて歌った楽曲である。
2006年6月23日に本ライブの映像を収録したDVDが発売された。しかし本作については品質に関してクレームが相次いだため、同年11月10日に新しく「I'VE in BUDOKAN 2005 〜COMPLETE EDIT〜」として修正版の販売を行い、修正前の作品との交換が行われた。
2008年12月19日に「I'VE in BUDOKAN 2005 〜COMPLETE EDIT〜」が低価格で「I'VE in BUDOKAN 2005 〜COMPLETE EDIT〜 STANDARD Version」として再発売された。

### 出演者
ボーカリスト
- MELL
- SHIHO
- 詩月カオリ
- 川田まみ
- MOMO
- 島みやえい子
- 怜奈
- KOTOKO

コンポーザー
- 高瀬一矢
- 中沢伴行
- C.G mix
- 井内舞子
- 折戸伸治(Key Sounds Label)

ゲスト
- Lia
- 彩菜
- 佐藤裕美（現:佐藤ひろ美）

### セットリスト
1. introduction
2. 砂漠の雪／MELL
3. FLY TO THE TOP／MELL
4. 美しく生きたい／MELL
5. Belvedia／SHIHO
6. Ever stay snow／SHIHO
7. birthday eve／SHIHO
8. 僕らが見守る未来／詩月カオリ
9. Senecio／詩月カオリ
10. Do you know the magic?／詩月カオリ
11. verge(Mixed up ver.)／彩菜
12. Last regrets／彩菜
13. SHIFT 〜世代の向こう〜／Lia
14. 鳥の詩／Lia
15. IMMORAL／川田まみ
16. 明日への涙／川田まみ
17. eclipse／川田まみ
18. Velocity of sound／MOMO
19. DROWNING／MOMO
20. philosophy／MOMO
21. 砂の城 -The Castle of Sand-／島みやえい子
22. Around the mind／島みやえい子
23. Automaton／島みやえい子
24. FUCK ME／I've Special Unit For Creator
25. Collective／KOTOKO
26. 涙の誓い／KOTOKO
27. Second Flight／KOTOKO & 佐藤裕美
28. Close to me...（Mixed up ver.）／怜奈
29. Change my Style 〜あなた好みの私に〜／KOTOKO
30. Wing my Way／KOTOKO
31. See You 〜小さな永遠〜（P.V. ver）／I've Special Unit
32. Fair Heaven／I've Special Unit

### ラジオ
- 「ライブ特設サイト」にてネットラジオ「I've Talk Jam」をオンエアしていた。メインパーソナリティにSHIHOを起用し、ライブに出演するアーティスト達を呼んでライブの意気込みなどを聞いていくラジオがあった。

## I'VE in BUDOKAN 2009 〜Departed to the future〜

### 開催情報
- 開催日：2009年1月2日
- 会場：日本武道館
- 会場：14:30
- 開演：16:00
- 主催：文化放送
- 運営：文化放送／スリーナインエンタテインメント
- 企画：FUCTORY records・I've
- 製作：スリーナインエンタテインメント
- 協力：ジェネオンエンタテインメント

### 概要
2009年のI've設立10周年お祝いイベントとして開催された。前回と違い出演者は全てメジャーデビューをしており、ジェネオンエンタテインメントの協力によってジェネオンエンタテインメントから発表された楽曲も披露された。
ゲストとして、事前に発表されていたブルーマングループに加え、IKU、エリック・ムーケ、マーティ・フリードマンらが参加した。
I'veのコンポーザー“C.G mix”はボーカリストとして参加。
2009年1月1日にはライブの前夜祭イベント『I've 10th Anniversary Museum in TOKYO FM HALL』も開催された。

### 出演者
ボーカリスト
- 川田まみ
- 島みやえい子
- 詩月カオリ
- KOTOKO
- C.G mix
- MELL
- Love Planet Five
- Healing Leaf - 川田まみと島みやえい子のユニット

ゲスト
- ブルーマングループ
- マーティ・フリードマン
- IKU
- エリック・ムーケ
- 森岡賢

コンポーザー
- 高瀬一矢
- 中沢伴行
- 井内舞子
- 尾崎武士

### セットリスト
1. PSI-missing／川田まみ
2. radiance／川田まみ
3. 風と君を抱いて／川田まみ
4. RIDE -The Front Line Covers ver.-／川田まみ
5. JOINT／川田まみ
6. 緋色の空／川田まみ
7. Get my way!／川田まみ
8. ULYSSES／島みやえい子
9. DROWNING -The Front Line Covers ver.-／島みやえい子
10. To lose in amber／島みやえい子
11. 雨に歌う譚詩曲／Healing Leaf
12. 秋風に君を想ふ／Healing Leaf
13. Rimless〜フチナシノセカイ〜／IKU
14. 木の芽風／IKU
15. WHEEL OF FORTUNE (運命の輪)／島みやえい子
16. 銀河の子／島みやえい子
17. Shining stars bless☆／詩月カオリ
18. Chasse／詩月カオリ
19. Senecio／詩月カオリ
20. SWAY／詩月カオリ
21. Change of heart／詩月カオリ
22. Do you know the magic?／詩月カオリ
23. リアル鬼ごっこ／KOTOKO
24. 羽／KOTOKO
25. Close to me・・・／KOTOKO
26. 季節の雫 -The Front Line Covers ver.-／KOTOKO
27. きれいな旋律／KOTOKO with マーティ・フリードマン
28. U make 愛 dream／KOTOKO
29. Re-sublimity／KOTOKO
30. ハヤテのごとく!／KOTOKO
31. under the darkness／C.G mix
32. version up／C.G mix
33. ミオクルカラ／C.G mix
34. True eyes／C.G mix
35. DETECT／C.G mix
36. Welcome to HEAVEN!／C.G mix
37. Crash Course 〜恋の特別レッスン〜／KOTOKO to 詩月カオリ
38. 恋愛CHU!／KOTOKO to 詩月カオリ
39. SAVE YOUR HEART -Album mix-／KOTOKO to 詩月カオリ
40. Double Harmonize Shock!!／KOTOKO to 詩月カオリ
41. KILL／MELL
42. SCOPE／MELL
43. さよならを教えて 〜comment te dire adieu〜／MELL
44. repeat -Deep Forest Remix.-／MELL with エリック・ムーケ
45. Bizarrerie Cage／MELL
46. Red fraction／MELL
47. 美しく生きたい／MELL
48. HYDIAN WAY／Love Planet Five with ブルーマングループ
49. See You 〜小さな永遠〜／Love Planet Five
50. 天壌を翔る者たち／Love Planet Five
51. Fair Heaven／Love Planet Five

### 前夜祭イベント

#### 開催情報
- 開催日：2009年1月1日
- 会場：TOKYO FM HALL
- 開館：15:30
- 主催：スリーナインエンタテインメント
- 運営：スリーナインエンタテインメント
- 企画：FUCTORY records・I've
- 製作：スリーナインエンタテインメント
- 協力：文化放送

### 概要
ボーカリストたちの写真やライブで使用した衣装などの展示が行われた。館内ではライブ映像やプロモーションビデオの他のボーカリストたちからのスペシャルメッセージビデオの上映も行われた。当初は日本武道館前の特設テントで行われる予定だったが、武道館前は翌日行われるライブイベントで使用される機材やお客様入場列などがあり、混雑暖和と訪れる人たちへの安全管理のためTOKYO FM HALLに場所を移した。

### 出演者
- 高瀬一矢
- KOTOKO
- 川田まみ
- MELL
- 島みやえい子
- 詩月カオリ

### I've Talk Jam
大手動画共有サイト「YouTube」にてライブに関する情報や意気込みなどをボーカリストやコンポーザーたちがお喋りをする映像が公開された。第一回は川田まみと島みやえい子、第二回はKOTOKOと詩月カオリ、第三回はMELLとC.G mixがメインで色々なトークが繰り広げられた。